# Roberto Blancarte
Roberto J. Blancarte Pimentel (Mazatlán, Sinaloa, 29 de agosto de 1957) é um sociólogo, historiador e cientista social de origem mexicana, especializado em religião, laicidade e democracia. É professor-pesquisador do Colégio do México (COLMEX) e conduziu uma série de estudos acerca das especificadas da laicidade na América Latina. 
Blancarte foi Conselheiro na Embaixada do México junto à Santa Sé, de março de 1995 a janeiro de 1998, quando foi condecorado com a Ordem de São Gregório Magno. Até 1999, também atuou como Coordenador de Assessores da Subsecretaria de Assuntos Religiosos do Ministério do Interior do México. Deixou o cargo para ingressar no Centro de Estudos Sociológicos (CES) do COLMEX. 
Foi o criador do termo Pluriconfessionalidade, apto a descrever o regime em que a esfera pública, ao implementar a laicidade, ao invés de eliminar os privilégios de uma única vertente religiosa que outrora era favorecida, como se espera em um primeiro momento, passa a distribuí-los para várias profissões de fé, sobretudo aquelas de maior engajamento social. Defende, ainda, a legitimação democrática por meio da soberania popular, em detrimento da busca por legitimidade religiosa no âmbito da política.